# La Mesnière

La Mesnière este o comună în departamentul Orne, Franța. În 1 ianuarie 2022 avea o populație de 277 de locuitori.